# Kleine Fische, große Fische (1992)
Kleine Fische, große Fische (Originaltitel: Riens du tout) ist eine französische Filmkomödie von Cédric Klapisch aus dem Jahr 1992.

## Handlung
Das hoch verschuldete Pariser Kaufhaus „Les Grandes Galéries“ bekommt einen neuen Manager, nämlich Herrn Lepetit. Dieser hat unkonventionelle Pläne für sein Geschäft und möchte als erstes die Motivation seiner Angestellten steigern. Dies gelingt ihm, indem er aus seiner Belegschaft ein Team bildet und gemeinsame Aktivitäten wie beispielsweise Bungeespringen veranstaltet. Lepetits Plan geht zwar auf, aber in dem Moment, als die „Grandes Galéries“ vor dem Bankrott gerettet scheinen, werden sie an einen anderen Investor verkauft.

## Kritik
„Komödiantisches Puzzle aus genauen Beobachtungen, psychologisch stimmigen Miniporträts und vielen grotesken Szenen, in denen sich ein ganzer Mikrokosmos widerspiegelt“, befand das Lexikon des internationalen Films.